# قلعه ملک کیومرث
قلعه ملک کیومرث مربوط به دوران‌های تاریخی پس از اسلام است و در شهرستان نوشهر، بخش کجور، روستای کجور واقع شده و این اثر در تاریخ ۱۰ خرداد ۱۳۸۲ با شمارهٔ ثبت ۸۷۹۰ به‌عنوان یکی از آثار ملی ایران به ثبت رسیده‌است.